# سونچون
سونچون (به لاتین: Sunchon) یک شهر در کره شمالی است که در استان پیونگان جنوبی واقع شده‌است.

## خصوصیات
سونچون ۴۳۷٬۰۰۰ نفر جمعیت دارد.